# Denali State Park
Der Denali State Park ist ein 1316 km² großer, 1970 gegründeter und 1976 auf seine heutige Größe erweiterter State Park im US-Bundesstaat Alaska. Er liegt östlich der Alaskakette und des Denali-Nationalparks, an den er direkt grenzt, und westlich der Talkeetna Mountains. Der George Parks Highway, die Hauptverbindung zwischen Anchorage und Fairbanks, verläuft in Nord-Süd-Richtung durch den Park.
Die Landschaft des Denali State Parks reicht von Niederungen mit mäandernden Flüssen über alpine Tundra bis zu den Curry- und Kesugi-Gebirgskämmen im östlichen Teil. Er besteht bis auf zwei Bereiche für Tagesausflüge, drei Campingplätze und zwei Einstiege in Wanderwege aus unerschlossener Natur.
Der gesamte Park ist Lebensraum von Elchen, Schwarz- und Grizzlybären und auch von kleineren Säugetieren wie Luchsen, Kojoten, Vielfraßen, Pikas oder Murmeltieren. Auch Wölfe durchstreifen das Gebiet. Rentierherden erreichen gelegentlich den nördlichen Teil. Mehr als 130 Vogelarten nisten im Park oder erreichen ihn während des Vogelzugs.